# Rencontre avec l'icône (Savitski)
Rencontre avec l'icône ou Présentation de l'icône (en russe : Встреча иконы) est un tableau du peintre russe Constantin Savitski (1844-1905), réalisé en 1878. Il est conservé à la galerie Tretiakov à Moscou (sous le numéro d'inventaire : 591). Les dimensions du tableau sont 141 × 228 cm.

## Histoire

### Événements antérieurs
De 1862 à 1873 (avec des interruptions), Constantin Savitski a étudié à l'Académie russe des Beaux-Arts dans la classe de peinture d'histoire, où ses professeurs ont été Fiodor Bruni, Alexeï Markov (en) et Pavel Tchistiakov. En 1871, pour sa réalisation Caïn et Abel, Savitski a reçu la petite médaille d'or de l'Académie des beaux-arts, et la même année il devient boursier de l'empereur Alexandre II.
Au début des années 1870, Savitski commence à se rapprocher du cercle des Ambulants, au moment où s'ouvrait la première exposition de janvier 1871. Deux tableaux de Savitski ont été exposés lors de la deuxième exposition des Ambulants, qui s'est ouverte en décembre 1872. La direction de l'Académie des beaux-arts a perçu avec agacement et appréhension le succès rencontré par les expositions des Ambulants. Sur base d'une raison purement formelle (violation de la charte académique interdisant aux étudiants de participer aux expositions d'autres organisations), Savitski a été exclu de l'Académie lors de la réunion du 26 janvier 1873. Il a été également privé de participation au concours pour la grande médaille d'or, et a perdu la possibilité de devenir pensionnaire de l'Académie et de participer à des voyages à l'étranger.

### Après la création
Le tableau Rencontre avec l'icône a été terminé au début de l'année 1878. Ensemble avec deux œuvres de Savitski — La Cour en Normandie et Voyage en Auvergne —, la Rencontre avec l'icône a été exposée à la 6e exposition du groupe des artistes Ambulants, qui s'est ouverte le 8 mars 1878 à Saint-Pétersbourg, puis en mai de la même année à Moscou. À Saint-Pétersbourg, l'exposition s'est tenue dans les locaux de la Société impériale d'encouragement des beaux-arts, et à Moscou à l'École de peinture, de sculpture et d'architecture de Moscou,. La même année, le tableau a été acheté par Pavel Tretiakov. En novembre 1878, la 6e exposition a poursuivi sa tournée dans différentes villes de l'Empire russe, puis s'est achevée en avril 1879. Elle est passée par les villes de Riga (en novembre-décembre), Vilnius (en décembre-janvier), Kiev (en janvier-février), Odessa (en février-mars) à Kharkov (en mars-avril).
La toile de Savitski Rencontre avec l'icône a reçu des critiques favorables des visiteurs et des journalistes. Le peintre Pavel Tchistiakov, dans une lettre adressée à Pavel Tretiakov, note que l'exposition des Ambulants a présenté des bonnes toiles, parmi lesquelles il a remarqué et apprécié particulièrement Sécheresse de Grigori Miassoïedov, Rencontre avec l'icône de Constantin Savitski, Le Détenu de Nikolaï Iarochenko et Champ de seigle d'Ivan Chichkine,. Dans son article sur l'Exposition des Ambulants de 1878 paru à la fin du mois de mars 1878 dans le journal Novoïé Vrémia, le critique artistique Vladimir Stassov donne une description détaillée de la Rencontre avec l'icône, et observe que c'est pour lui l'œuvre la plus significative de cette exposition.
Le tableau Rencontre avec l'icône a encore été exposé à plusieurs expositions en URSS. En 1955, elle l'a été pour l'exposition consacrée au 50e anniversaire de la mort de l'auteur en 1955, qui a eu lieu à la galerie Tretiakov à Moscou,,. En 1971-1972, la toile a été exposée pour l'exposition des Ambulants à Moscou et lors de l'exposition La Vie quotidienne chez les Ambulants à Leningrad, Kiev, et Minsk, à l'occasion du centième anniversaire des Ambulants,.

## Description
Sur une route de campagne, en bordure de forêt, passe une tarantass avec une icône miraculeuse, qui, à la demande de paysans de villages environnants, leur est montrée et présentée à leur vénération. L'icône placée sur une serviette brodée est portée par un garçon en chemise rose. Elle se trouve dans le centre de la composition du tableau. À sa droite se trouvent des hommes et des femmes qui prient avec conviction, tandis que d'un autre côté du village s'approchent précipitamment d'autres paysans. À gauche de l'icône, se trouvent plusieurs personnages qui l'accompagnent, un prêtre décrépit, deux diacres, le cocher assis sur son siège. À côté du vieux prêtre, une grand-mère est accompagnée d'une petite fille aux cheveux roux.

## Autres versions
Il existe une variante de la toile Rencontre avec l'icône à la galerie d'art Pavel Logadine d'Astrakhan (ru) (toile, huile, 40,8 × 59,8 cm, selon d'autres données 41 × 60 cm, 1893, à l'inventaire sous le numéro Ж-387). Au musée des beaux-arts de l'oblast de Toula (ru) est conservée une étude destinée à la variante de la toile sous le nom de Bogomolka (toile, huile, 34,5 × 26,5 cm, selon d'autres données 34 × 27 cm, 1893, à l'inventaire sous numéro Ж-334).

Esquisses de Rencontre avec l'icône de Flavitski C.
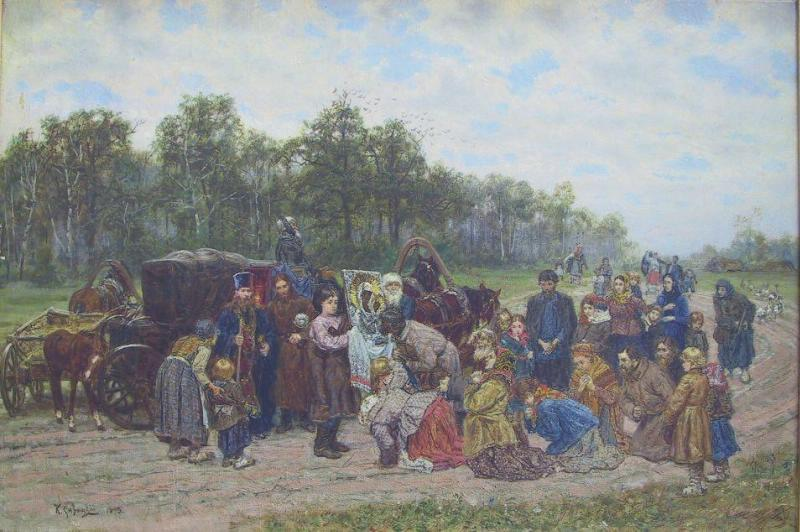
Variante au musée d'Astrakhan.
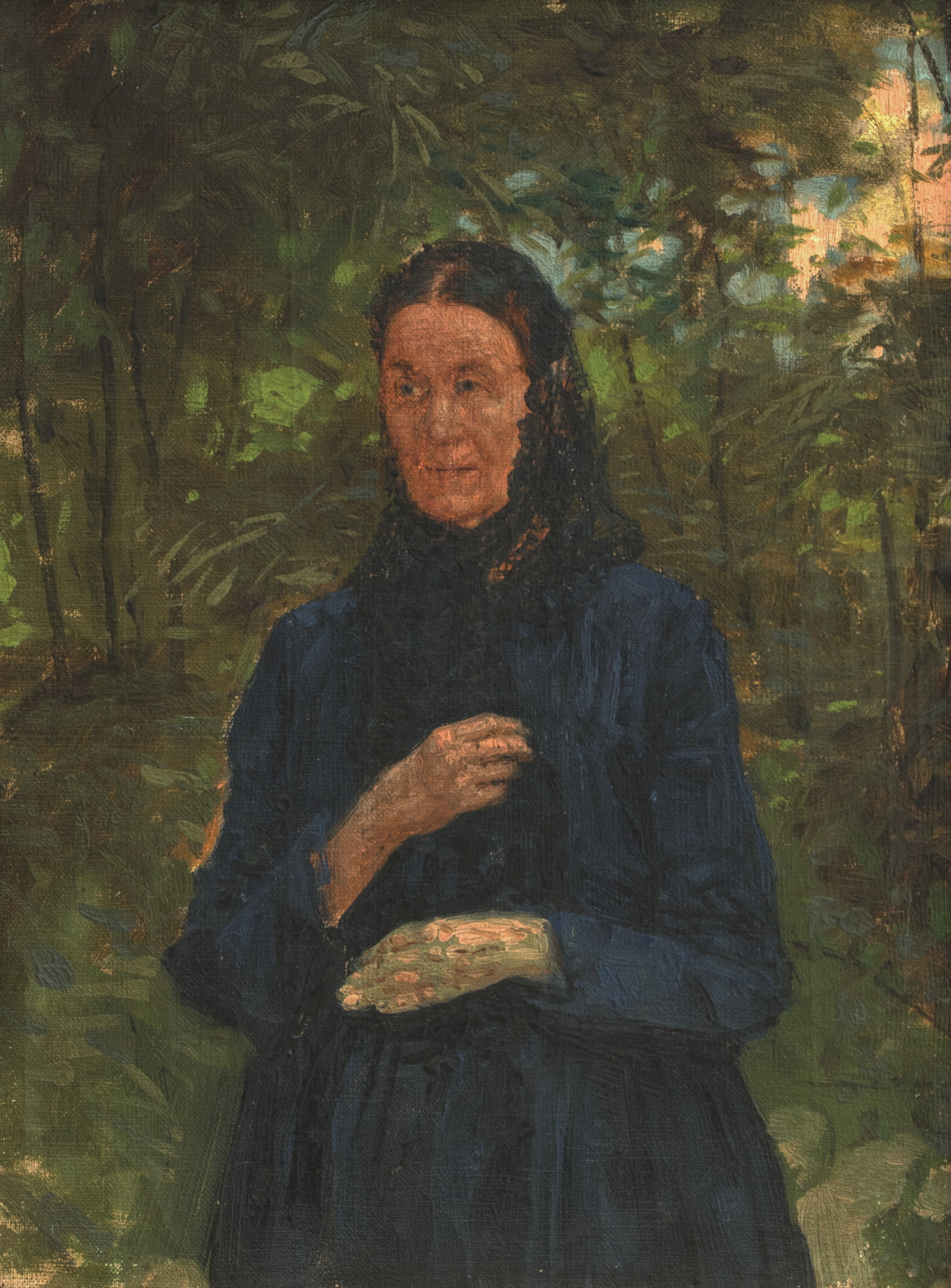
Bogomolka, étude pour Rencontre avec l'icône.

## Critiques
Dans un article paru dans une revue sur la 6e exposition des artistes Ambulants, le critique d'art Vladimir Stassov écrit que Rencontre avec l'icône est le meilleur tableau de Savitski, dans lequel l'artiste a fait un grand pas en avant, ce qui était difficile d'attendre de lui après des photographies sèches et sans âmes telles que son tableau Travaux de réparation sur une ligne de chemin de fer (1874). Selon Stassov, Savitski a présenté à l'exposition des Ambulants un tableau qui, bien que de grand format, est excellent, même dans sa peinture sale et grise, parce que plein de contenu, de types humains, de vérités, qui en fait l'une des créations les plus importantes de la nouvelle école russe.
L'artiste et critique Alexandre Benois, dans son livre intitulé Histoire de la peinture au XIXe siècle, dont la première édition date de 1902, écrit que Rencontre avec l'icône est la peinture la plus réussie de Savitski. De l'avis du critique, la toile peut être comparée avec d'autres peintures d'artistes russes, qui se moquent du clergé, comme Le Thé à Mytichtchi ou Procession villageoise à Pâques de Vassili Perov, Procession religieuse dans la province de Koursk et Avant la confession d'Ilia Répine, etc. Selon Benois, Rencontre avec l'icône représente l'une des œuvres les plus caractéristiques dans le genre de peinture anticléricale.

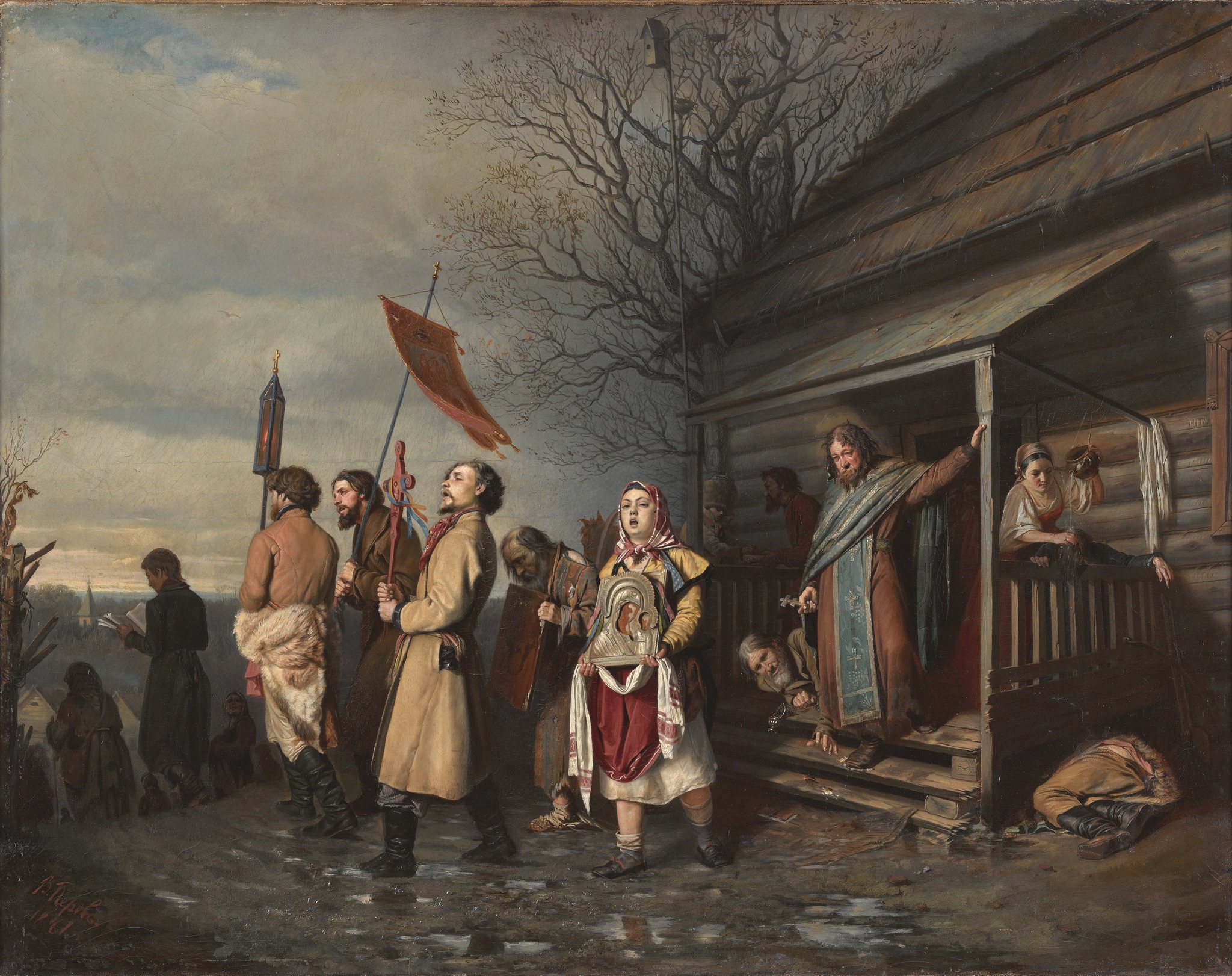
La Procession villageoise à Pâques, par Vassili Perov (1861).

Alekseï Fiodorov-Davydov compare Rencontre avec l'icône avec la toile de Vassili Perov Procession villageoise à Pâques. Ceci lui permet de remarquer quel grand pas en avant a été accompli par les Ambulants entre 1861 et 1878, date des deux tableaux, dans la représentation de la vie au village et à quel point les réalités villageoises sont plus riches et variées dans l'œuvre de Savitski par rapport à son prédécesseur. Fiodorov-Davydov remarque encore, parmi les qualités de Savitski, son goût pour le pittoresque, l'emploi d'une riche palette de nuances de couleurs, la belle écriture du paysage de l'arrière-plan qui n'est pas seulement un fond mais qui entre en communication avec tous les éléments de la composition. Cette toile enrichit les travaux précédents de Savitski par son tonalisme. Selon Fiodorov-Davydov, le développement ultérieur de ce que Savitski a apporté avec sa Rencontre avec l'icône apparaîtra quelques années plus tard, en 1880-1883, dans le tableau d'Ilia Répine Procession religieuse dans la province de Koursk ainsi que dans des toiles de Vassili Sourikov.
Le critique d'art Dmitri Sarabianov observe que la peinture Rencontre avec l'icône représente une étape importante sur la voie de l'interprétation de scènes de la vie paysanne en Russie. Elle présente une exposition multiforme de différents représentants du peuple, une « galerie diversifiée de types paysans ». Selon Sarabianov, la résolution psychologique du sujet commence à prévaloir avec cette toile, et son dessein est révélé largement à travers la psychologie de chacun des participants à la scène de la Rencontre avec l'icône.
L'historienne d'art Sofia Goldstein (ru) écrit qu'avec sa toile Rencontre avec l'icône, le don de Savitski comme « peintre du thème du peuple », a été pleinement révélé en se rapprochant de la compréhension de la psychologie de ce peuple. Par rapport à ses tableaux antérieurs, Goldstein remarque que celui-ci présente une galerie infiniment plus large et plus diversifiée d'images du peuple. Cette toile « a placé inconditionnellement Savitski dans le rangs des artistes de premier plan à son époque ».